# Barrage de Roseires
Le barrage de  Roseires (arabe : خزان الروصيرص) est un barrage  construit en 1966 sur le Nil Bleu au Ed Damazin, juste en amont de la ville de Er Roseires, au Soudan.